# Сили оборони Лесото (футбольний клуб)
Футбольний клуб «Сили оборони Лесото» або просто «Сили оборони Лесото» (англ. Lesotho Defence Force FC) — футбольний клуб з міста Масеру. Один з найтитулованіших клубів країни.

## Історія
Футбольний клуб «Воєнізовані сили Лесото» заснований в Масеру в 1974 році, що представляли збройні сили Лесото і більшість футболістів клубу були солдати. З десятьма перемогами в чемпіонаті та п'ятьма перемогами в національному Кубку належить до числа найуспішніших в країні.
Клуб змінив свою назву в 1985 році на ФК «Сили оборони Лесото».
Хороші результати в чемпіонаті та національному Кубку дозволили клубу регулярно виступати в клубних континентальних турнірах під егідою КАФ, але команда жодного разу так і не змогла подолати перший раунд турніру.

## Досягнення
- Прем'єр-ліга
  -  Чемпіон (10): 1983, 1984, 1987, 1990, 1994, 1997, 1998, 1999, 2001, 2004
  -  Срібний призер (4): 2000, 2003, 2008, 2009, 2011, 2012
  -  Бронзовий призер (5): 1988, 2007, 2013, 2023, 2025

- Кубок Лесото
  -  Володар (4): 1986, 1988, 1990, 2000
  -  Фіналіст (2): 1998, 2007

## Виступи на континентальних турнірах
| Сезон | Турнір                       | Раунд      | Клуб                     | Вдома | На виїзді | Загальний      |
| ----- | ---------------------------- | ---------- | ------------------------ | ----- | --------- | -------------- |
| 1985  | Кубок африканських чемпіонів | Попередній | Мбабане Гайлендерс       | 1-4   | 2-0       | 3-4            |
| 1987  | Кубок володарів кубків КАФ   | Попередній | Ластівки Мбабане         | 1-1   | 1-1       | 2-2 (5-3 пен.) |
| 1987  | Кубок володарів кубків КАФ   | 1          | Фортьє Махаджанга        | 3-2   | 0-2       | 3-4            |
| 1988  | Кубок африканських чемпіонів | Попередній | Санрайс Флек Юнайтед     | 2-0   | 0-3       | 2-3            |
| 1989  | Кубок володарів кубків КАФ   | Попередній | Пірати Монені            | 1-0   | 0-2       | 1-2            |
| 1990  | Кубок володарів кубків КАФ   | Попередній | Дешпортіву ді Мапуту     | 0-2   | 0-2       | 0-4            |
| 1991  | Кубок африканських чемпіонів | Попередній | Памба                    | 0-0   | 0-3       | 0-3            |
| 1995  | Кубок африканських чемпіонів | Попередній | ЖС Сен-Перройс           | 2-2   | 0-4       | 2-6            |
| 1996  | Кубок КАФ                    | Попередній | М'ясний магазин Ботсвани | 0-0   | 2-4       | 2-4            |
| 1998  | Ліга чемпіонів КАФ           | Попередній | Ластівки Мбабане         | 2-0   | 4-1       | 6-1            |
| 1998  | Ліга чемпіонів КАФ           | 1          | Меннінґ Рейнджерс        | 3-3   | 1-2       | 4-5            |
| 1999  | Ліга чемпіонів КАФ           | Попередній | Нотвейн                  | 3-1   | 1-1       | 4-2            |
| 1999  | Ліга чемпіонів КАФ           | 1          | Дайнамос                 | 0-1   | 0-3       | 0-4            |
| 2000  | Ліга чемпіонів КАФ           | Попередній | Фортіор                  | 0-0   | 0-0       | 0-0 (4-2 пен.) |
| 2000  | Ліга чемпіонів КАФ           | 1          | Мамелоді Сандаунз        | 1-2   | 1-4       | 2-6            |
| 2001  | Кубок володарів кубків КАФ   | Попередній | ЮС Стад Томпаннойс       | 2-0   | 0-5       | 2-5            |
| 2002  | Ліга чемпіонів КАФ           | Попередній | Воїни Могодіцсане        | 1-0   | 1-1       | 2-1            |
| 2002  | Ліга чемпіонів КАФ           | 1          | Мазембе                  | 1-1   | 0-2       | 1-3            |
| 2003  | Кубок володарів кубків КАФ   | Попередній | Джомо Космос             | 2-2   | 1-5       | 3-7            |
| 2005  | Ліга чемпіонів КАФ           | Попередній | КАПС Юнайтед             | 3-4   | 1-4       | 4-8            |